# Ginger ale
Ginger Ale é um refrigerante comum nos Estados Unidos, Canadá, Japão e Inglaterra feito à base de gengibre. Dentre as principais marcas norte-americanas destacam-se Canada Dry, Vernors, Seagram's, Schweppes, Sussex, Buffalo Rock, Ale-8-One, Blenheim Ginger Ale e Reed's.
É uma bebida normalmente usada em substituição ao champagne devido à aparência similar. A Ginger Ale é também usada para evitar a sonolência.
Existem duas variações de Ginger Ale: a Golden Ginger Ale e a Dry Ginger Ale. A Golden Ginger Ale, mais escura e de sabor mais acentuado, é a mais antiga. A Dry Ginger Ale é uma variação da primeira e foi criada no período da Lei Seca americana para ser misturada às bebidas alcoólicas. Ela é uma versão mais suave que a original para não interferir muito no sabor da bebida a que era misturada. A versão suave se popularizou tanto que a versão original (Golden) tornou-se incomum e encontrada somente em algumas regiões. Vernors e Blenheim são exemplos da Golden Ginger Ale enquanto que Canada Dry e Schweppes são versões de dry ginger ale amplamente conhecidas e difundidas nos países norte-americanos.
A Dry Ginger Ale é também vendida com sabor mentolado. Marcas populares dessa variação incluem Cott e Tom Tucker Southern Style. Algumas marcas de ginger ale mentoladas são coloridas artificialmente de verde, enquanto outras possuem a cor padrão da bebida (cor do champagne).
Ginger beer é uma bebida parecida mas tipicamente com sabor mais forte de gengibre, com menos gás e menos doce.
Vernors é uma golden ginger ale de sabor forte envelhecida por quatro anos em barris de cedro antes de ser envasada. Foi o primeiro refrigerante americano, criado em 1866.
Algumas fábricas produzem ginger ale com sabores de frutas variadas como framboesa e uva.
Em muitos lugares dos Estados Unidos é possível encontrar a Ginger Ale falsa (ou Fake Ginger Ale, em inglês), que é feita misturando-se uma parte de refrigerante de cola com três partes de soda limonada.
No Brasil houve duas experiências de grandes fabricantes: uma na década de 1980, quando o Ginger Ale foi lançado pela Antarctica, a outra na década de 2010, quando a Coca-Cola Brasil lançou o refrigerante por meio da marca 'Schweppes' a partir de 2012, não havendo mais qualquer menção ao produto no portfólio da marca entre 2015 e 2020, quando a marca relançou o produto. A fabricante paranaense Gasosa Cini ainda vende a bebida, sendo bastante popular na região de Curitiba. 
Também é possível encontrar Ginger Ale em Buenos Aires, na Argentina, da marca Schweppes.
Em Portugal a marca Schweppes também é comercializada com diversos produtos entre as quais a Ginger Ale (dry).